# Джуманазаров, Матеке
Матеке Джуманазаров — советский хозяйственный, государственный и политический деятель.

## Биография
Родился в 1906 году в Сырдарьинской области. Член ВКП(б) с 1931 года.
С 1931 года — на хозяйственной, общественной и политической работе. В 1929—1960 гг. — ученик в Турткульской школе советского и партийного строительства, в районном комитете КП(б) Узбекистана, в районном Союзе потребительских обществ, в районном финансовом отделе, председатель Исполнительного комитета Кегейлинского районного Совета, заместитель народного комиссара финансов Кара-Калпакской АССР,1941-1960 гг. председатель Президиума Верховного Совета Кара-Калпакской АССР.
Избирался депутатом Совета Национальностей Верховного Совета СССР 2-го, 3-го, 4-го, 5-го созывов от Каракалпакской АССР.
Умер в 1966 году в Нукусе.
Матеке Жуманазаров похоронен на кладбище Шорша баба в Нукусе.
Дочь Матеке Жуманазарова, Бибизада Жуманазарова была супругой герой Узбекистана Ибрагима Юсупова. Его сын Ерназар Джуманазаров работал председателем центральной избирательной комисии Республики Каракалпакстан.